# فهرست میراث جهانی در اندونزی
یونسکو مجموعه سایت‌هایی را به عنوان میراث جهانی معرفی کرده است که دارای اهمیت ویژه‌ای از نظر میراث فرهنگی یا میراث طبیعی هستند، مطابق با کنوانسیون میراث جهانی یونسکو که در سال ۱۹۷۲ به تصویب رسید. این کنوانسیون تعیین کرده است که میراث فرهنگی شامل آثار تاریخی و فرهنگی مانند بناهای معماری، مجسمه‌های عظیم و کتیبه‌ها، مجموعه ساختمان‌ها و همچنین سایت‌های باستان‌شناسی می‌باشد. از سوی دیگر، میراث طبیعی شامل ساختارهای فیزیکی و زیستی، شکل‌های زمین‌شناسی و جغرافیایی (از جمله زیستگاه‌های گونه‌های گیاهی و جانوری در خطر انقراض) و سایت‌های طبیعی با ارزش‌های علمی، حفاظتی یا زیبایی‌شناختی است.
جمهوری اندونزی این کنوانسیون را در ۶ ژوئن ۱۹۸۹ تصویب کرد و اماکن تاریخی خود را واجد شرایط برای قرار گرفتن در فهرست قرار داد. تا تاریخ ۲۰۲۳، ده مکان میراث جهانی در اندونزی وجود دارد که شش مورد از آنها فرهنگی و چهار مورد طبیعی هستند. این به این معنی است که اندونزی بیشترین تعداد سایت‌ها را در فهرست میراث جهانی در جنوب شرق آسیا دارد. چهار مکان اول که در سال ۱۹۹۱ در این فهرست ثبت شدند، مجموعه معابد بوروبودور، مجموعه معابد پرامبانان، پارک ملی اوجونگ کولون و پارک ملی کومودو بودند. جدیدترین مورد اضافه شده به این فهرست، محور کیهان‌شناسی یوگیاکارتا و بناهای تاریخی آن در سال ۲۰۲۳ بود. در سال ۲۰۱۱، میراث جنگل‌های بارانی استوایی سوماترا به دلیل تهدیدات ناشی از شکار غیرقانونی، قطع غیرقانونی درختان، تجاوز به اراضی کشاورزی و برنامه‌هایی برای ساخت جاده از میان این مکان، در فهرست میراث جهانی در معرض خطر ثبت شد. علاوه بر این، دولت اندونزی ۲۱ مکان را در فهرست اولیه نامزد کرده است، به این معنی که آنها قصد دارند در آینده آنها را برای نامزدی در فهرست میراث جهانی در نظر بگیرند.

## میراث جهانی
یونسکو مکان‌ها را تحت ده معیار فهرست می‌کند؛ هر اثر باید حداقل یکی از معیارها را داشته باشد. معیارهای i تا vi فرهنگی و معیارهای vii تا x طبیعی هستند.
| Dagger symbol | مکان‌های در معرض خطر را نشان می‌دهد |

| #  | نام                                                                       | نگاره                                                 | موقعیت                           | ش ثبت معیارها       | سال  | شرح |
| -- | ------------------------------------------------------------------------- | ----------------------------------------------------- | -------------------------------- | ------------------- | ---- | --- |
| ۱  | معبد بوروبودور                                                            | A view from the temple down, several stupas           | جاوه مرکزی                       | ۵۹۲ (i),(ii),(vi)   | ۱۹۹۱ | معبد بوروبودور در قرون هشتم و نهم میلادی دارد. از سه بخش تشکیل شده است: پایه‌ای مربع‌شکل و هرمی، بدنه‌ای مخروطی با سه سکوی دایره‌ای، و یک استوپای مرکزی در بالا که در مجموع ۲٬۵۰۰ متر مربع مساحت دارد. سکوهای گرد دارای ۷۲ استوپای تزئینی با تندیس گوتاما بوداهستند. این معبد در دهه ۱۹۷۰ توسط یونسکو بازسازی شد. |
| ۲  | محور کیهانی یوگیاکارتا و بناهای تاریخی آن                                 | Pagelaran front hall of Kraton Yogya                  | منطقه ویژه یوگیاکارتا            | ۵۹۲ (i),(ii),(vi)   | ۲۰۲۳ | این مرکز حکومت سلطنتی استان و رویدادهای فرهنگی، در قرن هجدهم توسط همنگکوبوونو اول بنیان‌گذاری شد. بر اساس باورهای جاوه‌ای دربارهٔ کیهان و چرخه زندگی، این محور ۶ کیلومتری (۳٫۷ مایلی) کوه مراپیدر شمال را به اقیانوس هند در جنوب متصل می‌کند و کاخ سلطنتی (در تصویر) و دیگر بناهای واقع در این محور در مرکز آن قرار دارند که با آیین‌های سنتی به یکدیگر پیوند خورده‌اند. این مکان پیش‌تر در سال ۲۰۱۷ با عنوان «مرکز تاریخی شهر یوگیاکارتا» در فهرست موقت میراث جهانی یونسکو و تحت معیارهای i, ii و vi ثبت شده بود. |
| ۳  | چشم‌انداز فرهنگی استان بالی: نظام سوباک به‌عنوان تجلی فلسفه تری هیتا کارانا | Panoramic image of a mountainous greenery             | بالی                             | ۱۱۹۴ (vi),(v),(iii) | ۲۰۱۲ | این منطقه شامل پنج کرت‌بندی برنج و ۱۹٬۵۰۰ هکتار (۴۸٬۰۰۰ جریب فرنگی) معبد آبی است که توسط سامانه آبیاری سوباک اداره می‌شود و قدمت آن به قرن نهم میلادی بازمی‌گردد. این نظام بر پایهٔ فلسفه تری هیتا کارانا، برگرفته از باورهای هندی، شکل گرفته که پیوند میان آسمان، انسان و طبیعت را نمایان می‌سازد. «شیوه‌های کشاورزی دموکراتیک و برابرطلبانه» سوباک به کشاورزان برنج کمک می‌کند تا با تراکم بالای جمعیت بالی سازگار شوند. بزرگ‌ترین و مهم‌ترین معبد آبی بالی، معبد پورا تامان آیون است که در قرن هجدهم بنیان‌گذاری شده است. در تصویر، تراس‌های برنج جاتی‌ویلیه دیده می‌شوند. |
| ۴  | پارک ملی کومودو                                                           | A komodo dragon at the seashore.                      | نوسا تنگارای شرقی                | ۶۰۹ (x),(vii)       | ۱۹۹۱ | جزایر سوندای کوچک زیستگاه حدود ۵٬۷۰۰ مارمولک غول‌پیکر به نام اژدهای کومودو هستند که به دلیل ویژگی‌های خاص و رفتار تهاجمی‌شان این‌گونه نام‌گذاری شده‌اند. این جانوران که تنها در این جزایر یافت می‌شوند، توجه دانشمندانِ مطالعات فرگشت را به خود جلب کرده‌اند. این منطقه شامل تپه‌های ساوانایی، گیاهان تیغ‌دار گوناگون، سواحل شنی و آب‌هایی با صخره‌های مرجانی در زیر سطح است. تصویر مربوط به جزیره فلورس است. |
| ۵  | فلورس (جزیره)                                                             | A rocky hill beside a lake.                           | پاپوآ                            | ۹۵۵ (ix),(x),(viii) | ۱۹۹۹ | فلورس با وسعتی بالغ بر ۲٬۳۵۰٬۰۰۰ هکتار (۵٬۸۰۰٬۰۰۰ جریب فرنگی)، بزرگ‌ترین فهرست میراث جهانی در جنوب شرق آسیا و تنها مکان در جهان است که گذرگاهی طبیعی میان نواحی برفی و اقلیم دریایی حاره‌ای، از جمله تالاب‌های جلگه‌ای، را در بر می‌گیرد. این منطقه که محل اتصال دو زمین‌ساخت صفحه‌ای است، شامل رشته‌کوه‌ها و یخچال‌های طبیعی می‌شود. افزون بر آن، فلورس محل کشف فسیل‌هایی است که شواهدی از فرگشت در گینه نو ارائه می‌دهند و به‌عنوان متنوع‌ترین زیست‌بوم منطقه شناخته می‌شود. در تصویر، رشته‌کوه‌های جایاوی‌جایا دیده می‌شوند. |
| ۶  | مجموعه معابد پرامبانان                                                    | Several medium-high compounds forming a complex.      | جاوه مرکزی منطقه ویژه یوگیاکارتا | ۶۴۲ (iv),(i)        | ۱۹۹۱ | بر فراز پایه مربع‌شکل پرامبانان، سه معبد قرار دارند که نقش‌برجسته‌های آن‌ها برگرفته از حماسهٔ باستانی رامایانا هستند و به سه ایزد هندوئیسم، شیوا، ویشنو و برهما، اختصاص دارند. همچنین سه معبد دیگر نیز به حیوانات خدمت‌گزار این ایزدان اختصاص یافته‌اند. این مجموعه که در قرن دهم میلادی ساخته شده، بزرگ‌ترین معبد اختصاص‌یافته به شیوا در اندونزی به‌شمار می‌رود. |
| ۷  | میراث معدن زغال‌سنگ اومبیلین در ساواهلونتو                                 | A coal mine, with transportation being a cart.        | سوماترای غربی                    | ۱۶۱۰ (iv),(ii)      | ۲۰۱۹ | دولت استعماری هند شرقی هلند به دنبال زغال‌سنگ باکیفیت در ساواهلونتو، سوماترای غربی بود و این معدن را برای دسترسی آسان از اواخر قرن نوزدهم تا اوایل قرن بیستم ساخت. نیروی کار این معدن شامل مردم محلی و زندانیان بود و سیستم آن فرایند خطی استخراج، پردازش، حمل و نقل و بارگیری زغال‌سنگ را تسهیل می‌کرد. این میراث شامل منطقه معدن، بندر تلوق بایور (برای انبار زغال‌سنگ)، راه‌آهن متصل‌کننده این دو و شهرک شرکت است. در تصویر، فعالیت معدنی اومبیلین در سال ۱۹۷۱ نشان داده شده است. |
| ۸  | محل انسان‌های اولیه سانگیران                                               | Upper part of a petrified skull including some teeth. | جاوه مرکزی                       | ۵۹۳ (vi),(iii)      | ۱۹۹۶ | این مکان محل کشف نخستین فسیل‌های انسانیان بود که طی حفاری‌های ۱۹۳۶ تا ۱۹۴۱ به دست آمد. این کشف باعث یافتن نیمی از فسیل‌های شناخته‌شده هومینید شد، از جمله ۵۰ نمونه مگانتروپوس پالئوجاوانیکوس و هومو ارکتوس (نمونه بازسازی‌شده فرانسوی در تصویر). سانگیران که یک و نیم میلیون سال پیش نخستین سکونت انسان در آن ثبت شده، منطقه‌ای کلیدی در مطالعه فرگشت انسان به‌شمار می‌رود و به‌عنوان میراث جهانی یونسکو ثبت شده است. |
| ۹  | میراث جنگل‌های بارانی استوایی سوماترا                                      | Birds at a forested lake                              | آچه، جامبی، لامپونگ              | ۱۱۶۷ (x),(ix),(vii) | ۲۰۰۴ | این منطقه شامل سه پارک ملی — پارک ملی کوه لوسر، پارک ملی کرینچی سلبات و پارک ملی بوکیت بریسان — با وسعت ۲٬۵۰۰٬۰۰۰ هکتار (۶٬۲۰۰٬۰۰۰ جریب فرنگی) است و میزبان بیش از ۱۰٬۰۰۰ گونه گیاهی از جمله ۱۷ گونه بوم‌زادی می‌باشد. همچنین بیش از ۲۰۰ گونه پستاندار در اینجا زندگی می‌کنند که ۲۲ گونه آسیایی خاص این منطقه اندونزی هستند و ۱۵ گونه از آن‌ها فقط در اینجا یافت می‌شوند، مانند اورانگوتان سوماترایی. این منطقه زیستگاه ۵۸۰ گونه پرنده شامل ۴۶۵ گونه غیر مهاجر و ۲۱ گونه بومی است. این سایت نقش مهمی در حفاظت از تنوع زیستی سوماترا و تحقیقات زیست‌جغرافیایی دربارهٔ فرگشت جزیره دارد. در سال ۲۰۱۱، این منطقه به دلیل شکار غیرمجاز، قطع غیرقانونی درختان، تجاوز به زمین‌های کشاورزی و برنامه‌های ساخت جاده در فهرست میراث جهانی در معرض خطر قرار گرفت. |
| ۱۰ | پارک ملی اوجونگ کولون                                                     | A savanna with animals                                | بانتن ولامپونگ                   | ۶۰۸ (x),(vii)       | ۱۹۹۱ | این منطقه که در جنوب‌غربی جزیره جاوه واقع شده، شبه‌جزیره اوجونگ کولون و کالدرا کراکاتوآ را دربرمی‌گیرد. این سایت که در مطالعه آتشفشان‌های درون‌سرزمینی اهمیت دارد، یکی از بزرگ‌ترین جنگل‌های بارانی جلگه‌ای جاوه را حفظ کرده و زیستگاه گونه‌های متعددی است که گونه کرگدن جاوه‌ای در میان آن‌ها به‌شدت در خطر قرار دارد. تصویر مربوط به ساوانای سیدائون است. |

## فهرست آزمایشی
علاوه بر سایت‌های ثبت‌شده در فهرست میراث جهانی، کشورهای عضو می‌توانند فهرستی از سایت‌های پیشنهادی را که ممکن است برای ثبت نامزد کنند، نگه دارند. نامزدی برای فهرست میراث جهانی تنها در صورتی پذیرفته می‌شود که سایت پیش‌تر در فهرست پیشنهادی قرار داشته باشد.
|                                                                       | نام                                                                                                   | نگاره | موقعیت                                   | ش ثبت معیارها                 | سال  | شرح |
| --------------------------------------------------------------------- | --- | --- | ---------------------------------------- | ----------------------------- | ---- | --- |
| ۱                                                                     | محل باووماتالو                                                                                        | \| \| | سوماترای شمالی                           | ۵۴۶۳ (vi),(iv),(i)            | ۲۰۰۹ | این سکونتگاه قرن هجدهمی واقع در استان سوماترای شمالی، که توسط شاه سابق لاوو طراحی شده، مساحتی برابر با ۵ هکتار (۱۲ جریب) دارد و با وجود نزدیکی به دریا، به دلیل قرار گرفتن در ارتفاع ۲۷۰ متر (۸۹۰ فوت) از سطح دریا، از خطر سونامی در امان است. در این مجموعه دو ردیف خانه با فاصله ۴ متر (۱۳ فوت) وجود دارد که در وسط آن یک مونولیت سنگی آیینی قرار دارد. این مجموعه شامل حدود ۵۰۰ خانه (یکی از آن‌ها در تصویر دیده می‌شود) و جمعیتی بالغ بر ۷٬۰۰۰ نفر است که وارثان نسل چهارم خاندان لاوو به‌شمار می‌روند. |
| ۲                                                                     | پارک ملی بتونگ کریهون (میراث جنگل بارانی فرامرزی بورنئو)                                              | Photograph of an orangutan amid a forest.                                                                  | کالیمانتان غربی                          | ۱۸۷۱ (ix),(viii),(x)          | ۲۰۰۴ | پارک ملی بتونگ کریهون در سرچشمه رودخانه کاپواس واقع شده و ۲٫۷۶ درصد از منطقه کاپواس هولو را تشکیل می‌دهد. این منطقه ۸۰٬۰۰۰ هکتاری (۲۰۰٬۰۰۰ جریب) با بارش بالای باران، شامل ۱۷۹ قله و صدها رودخانه است و با منطقه حفاظت‌شده حیات‌وحش لانجاک انتیمائو در ایالت ساراواک مالزی هم‌مرز است، که این دو منطقه را به عنوان زیست‌بوم حفاظت از اورانگوتان تعریف می‌کند. بیش از ۱٬۲۵۴ گونه گیاهی و ۶۵۲ گونه جانوری در این منطقه وجود دارد که به‌ترتیب ۶۷ و ۸۱ گونه از آن‌ها در فهرست سرخ آی‌یوسی‌ان سال ۲۰۰۰ قرار دارند، از جمله گونه (اورانگوتان بورنئویی) که در تصویر دیده می‌شود و یکی از دو گونه اورانگوتان اندونزی است. مردم دایاک نیز از این منطقه برای شکار و کشاورزی متناوب استفاده می‌کنند. |
| ۳                                                                     | پارک ملی بوناکن                                                                                       | A coral reef, with several fishes lounging about.                                                          | سولاوسی شمالی                            | ۲۰۰۲ (vii),(viii),(x),(ix)    | ۲۰۰۵ | این پارک که نام خود را از جزیره بوناکن گرفته است، پیش‌تر قاره‌ای کوچک با قدمت ۵ تا ۲۴ میلیون سال بوده و فعالیت‌های آتشفشانی آن ۱٫۵ تا ۵ میلیون سال پیش از ثبت سایت، سنگ‌های آتشفشانی خاصی به نام توف را ایجاد کرده است. جزیره بوناکن، بلندترین جزیره منطقه با ارتفاعی بیش از ۶۰۰ متر از سطح دریا، میزبان گونه‌های مختلف مرجان فسیل‌شده است. این سایت همچنین شامل آتشفشان غیرفعال مانادو توآ، یک فلات صاف بدون نام، جزیره گنبدی‌شکل ناین، جزیره مانتههه که کمی صاف و ظاهراً در حال فرورفتن است، جزیره شنی مرجانی سیلادن و مناطق آراکان-واوونتولاپ و مولاس-وری در خشکی سولاوسی می‌شود. جزیره بوناکن همچنین دارای تالاب‌های جنگل مانگرو و متنوعی است.                                      |
| ۴                                                                     | جزایر دراوان                                                                                          | An underwater view of coral and fishes.                                                                    | کالیمانتان شرقی                          | ۲۰۰۷ (ix)                     | ۲۰۰۵ | آب‌های این زنجیره جزیره‌ای تلفیقی از رودخانه براو و دریای سلب است که یک دلتا گسترده رودخانه‌ای را تشکیل می‌دهد و به دریایی از آبسنگ مرجانی تکه‌ای، صخره‌های حاشیه‌ای و آتول‌ها می‌رسد. این منطقه به طول ۱۰۰ مایل در امتداد ساحل کالیمانتان شرقی گسترده شده و زیستگاه فراوانی از گیاهان و جانوران است. |
| ۵                                                                     | چشم‌انداز تاریخی و دریایی جزایر باندا                                                                  | A maritime shore, with a hill bordering.                                                                   | ملوک                                     | ۶۰۶۵ (vi),(iv), (x)           | ۲۰۱۵ | این زنجیره جزایر که به‌خاطر تولید انحصاری جوز هندی و ماخ در دوران هلندی‌ها، انگلیسی‌ها و پرتغالی‌ها به «جزایر ادویه» معروف است، شامل یازده جزیره آتشفشانی به نام‌های نایرا، گونونگ آپی، باندای بسار، رون، آی، هاتا، شهرر، کاراکا، مانوکان، نیلاکایا و باتو کاپال می‌شود و مساحتی حدود ۸۱۵۰ هکتار (۲۰۱۰۰ جریب) را در بر می‌گیرد. |
| ۶                                                                     | منطقه غارهای پیشاتاریخی و منظرهٔ کارستی ماروس پانگکپ                                                   | Handprints at an aging wall.                                                                               | سولاوسی جنوبی                            | ۶۴۲ (i),(iv)                  | ۱۹۹۱ | بر فراز پایه مربع‌شکل پرامبانان، سه معبد قرار دارند که نقش‌برجسته‌های آن‌ها برگرفته از حماسهٔ باستانی رامایانا هستند و به سه ایزد هندوئیسم، شیوا، ویشنو و برهما، اختصاص دارند. همچنین سه معبد دیگر نیز به حیوانات خدمت‌گزار این ایزدان اختصاص یافته‌اند. این مجموعه که در قرن دهم میلادی ساخته شده، بزرگ‌ترین معبد اختصاص‌یافته به شیوا در اندونزی به‌شمار می‌رود. |
| ۷                                                                     | میراث معدن زغال‌سنگ اومبیلین در ساواهلونتو                                                             | A coal mine, with transportation being a cart.                                                             | سوماترای غربی                            | ۶۸۲۵ (iii),(viii),(x)         | ۲۰۲۵ | منطقه ماروس-پانگکپ در ناحیه‌ای کوهستانی از کوه‌های بولوسارائونگ واقع شده و دارای اقلیم گرمسیری با رطوبت متغیر است. بیشتر جنگل‌های حفاظت‌شده در محدوده کارست قرار دارند که بخشی از پارک ملی بانتیمورونگ-بولوسارائونگ به مساحت ۴۳٬۷۵۰ هکتار است. علاوه بر اینکه زیستگاه گونه‌های بومی مختلفی از جانوران است، صدها غار در این منطقه وجود دارد که شامل هنر سنگ‌نگاری، ابزارهای سنگی و صدف‌های نرم‌تنان می‌شود؛ همچنین این منطقه مهد انواع رقص‌های سنتی است. |
|                                                                       | باغ گیاه‌شناسی بوگور                                                                                   | An array of yellow flowers                                                                                 | جاوه غربی                                | ۶۳۵۳ (ii),(iv)                | ۲۰۱۸ | این منطقه که با نام باغ گیاه‌شناسی بوگور نیز شناخته می‌شود، یک منطقه حفاظت برون‌جا با مساحت ۷۵٫۴ هکتار (۱۸۶ جریب) است و محل فعالیت بیش از ۲۴ مؤسسه تحقیقاتی علوم طبیعی می‌باشد. هدف اولیه آن، وفق دادن گیاهان خارجی با پتانسیل اقتصادی بالا بود که پس از آن دامنه فعالیت خود را به گیاهان بومی نادر و اندمیک گسترش داد. مجموعه گیاهان در بلوک‌هایی سازمان‌دهی شده و بر اساس طبقه‌بندی علمی و موضوعات گروه‌بندی شده‌اند. در تصویر، گروهی از گیاه معروف پاچیستاچیس دیده می‌شود. |
| ۸                                                                     | پارک ملی لورن لیندو                                                                                   | Large stones of various shapes on the grass                                                                | سولاوسی مرکزی                            | ۶۸۲۶ (iii),(ii)               | ۲۰۲۵ | [ ۲۸ ] |
| ۹                                                                     | محوطه مجتمع موآرا تاکوس                                                                               | A tall brown-black structure.                                                                              | ریائو                                    | ۵۴۶۴ (vi),(iv),(i)            | ۲۰۰۹ | این سایت به دو بخش توسط رودخانه کامپار کانان تقسیم شده است؛ همچنین رودخانه‌ای دیگر که در میان اهالی محلی با نام‌های اومپامو یا لیمپامو شناخته می‌شود، وجود دارد. سرچشمه این رودخانه در باتلاقی در جنوب‌شرقی موآرا تاکوس قرار دارد و به رودخانه کامپار کانان می‌ریزد، که دهانه آن دقیقاً در شمالی‌ترین پیچ رودخانه کامپار کانان واقع شده است. در قسمت داخلی و شمالی پیچ رودخانه کامپار کانان سکونتی وجود داشت، اما به دلیل پروژه احداث نیروگاه برق آبی، تمامی ساکنان به مکانی حدود ۱٫۵ کیلومتر (۰٫۹۳ مایل) جنوب منتقل شدند. تصویر، استوپای اصلی را نشان می‌دهد. |
| ۱۰                                                                    | مجتمع معابد موآراجامبی                                                                                | Entrance to a brown, squared temple.                                                                       | جامبی                                    | ۶۸۲۷ (ii),(iv)                | ۲۰۲۵ | مجتمع موآراجامبی که در قرون ۷ تا ۱۴ میلادی مرکز بودیسم در پادشاهی ملائو بود، در امتداد ۷٫۵ کیلومتر (۴٫۷ مایل) از کرانه رودخانه باتانگ‌هاری گسترده شده است و کانال‌های باستانی به این سایت منتهی می‌شوند. این مجموعه با مساحتی حدود ۲٬۰۶۲ هکتار (۵٬۱۰۰ جریب) شامل تقریباً ۸۲ ویرانه از ساختمان‌های آجری باستانی است. هفت معبد در این مجموعه وجود دارد: گامپونگ (در تصویر)، تینگی I، تینگی II، کمبار باتو، آستانو، گدونگ I، گدونگ II و کداتون. این معابد به‌طور گسترده‌ای بازسازی شده‌اند و ویرانه‌های باقی‌مانده توسط کشت‌زار گیاهان بومی که توسط مردم محلی مناپو ایجاد شده، احاطه شده‌اند. چندین کانال و برکه نیز از گیاهان آبزی پاک‌سازی شده‌اند.                                          |
| ۱۱                                                                    | شهر قدیمی جاکارتا (که پیش‌تر باتاویا نام داشت) و چهار جزیره پیرامونی (اونروست، کلور، چیپیر و بیداداری) | View of a colonial area.                                                                                   | جاکارتا                                  | ۶۰۱۰ (ii),(iv), (iii),(v)     | ۲۰۱۵ | باتاویا که در دهانه رودخانه چیلیوونگ واقع شده، در سال ۱۶۱۹ توسط کمپانی هند شرقی هلند (VOC) به‌عنوان یک مرکز بازرگانی بنیان‌گذاری شد و سپس در سال ۱۶۵۰ بازسازی گردید. این محوطه شامل شهر سال ۱۶۵۰ به وسعت ۱٫۵ در ۱ کیلومتر (۰٫۹۳ در ۰٫۶۲ مایل) است و بخش‌هایی مانند منطقه پیشین جایاکارتا، دو خانه متعلق به قرن هجدهم، سه انبار، بقایای دیوار قدیمی شهر، یک کارگاه کشتی‌سازی VOC، مسجد لوآر باتانگ، میدان فتح‌الله، موزه تاریخ جاکارتا، محله چینی‌ها، کانال کالی‌بسار و همچنین جزایر اونروست، کلور، چیپیر و بیداداری را در بر می‌گیرد. |
| ۱۲                                                                    | جزایر راجا آمپات                                                                                      | A twilight view of several islands and a sea.                                                              | پاپوآی غربی                              | ۲۰۰۳ (x),(vii)                | ۲۰۰۵ | راجا آمپات زنجیره‌ای متشکل از ۱۵۰۰ جزیره است (در تصویر، جزیره کری دیده می‌شود)؛ بزرگ‌ترین جزایر آن شامل وایگیو، باتانتا، سالاواتی و میسول هستند. این منطقه با وسعتی حدود ۴٬۶۰۰٬۰۰۰ هکتار (۱۱٬۰۰۰٬۰۰۰ جریب)، در مرز غربی اقیانوس آرام و در مرز شمال‌شرقی جریان میان‌گذر اندونزی قرار دارد و بیشتر جزایر آن روی فلات ساحول واقع شده‌اند. در میان خشکی‌ها و آب‌ها، خلیج‌های پناه‌گرفته، رسوبات توربیدیتی و سازه‌های آهکی کارستی متنوعی به چشم می‌خورد. در سال ۲۰۰۳، راجا آمپات به‌عنوان یک شهرستان (ریجِنسی) اعلام شد. |
| ۱۳                                                                    | کارست سانگکولیرانگ – مانگکهیلات: منطقه هنر صخره‌ای ماقبل تاریخ                                         | Painting of a bull in Lubang Jeriji Saléh.                                                                 | کالیمانتان شرقی                          | ۶۰۰۹ (iii)                    | ۲۰۱۵ | شبه‌جزیره سانگکولیرانگ–مانگکهیلات میزبان هزاران نقاشی صخره‌ای با نقش‌های قرمز است که در ۳۵ مکان مختلف و در هفت ناحیه کوهستانی کارستی قرار دارند: مرابو، باتو رایا، باتو گرگاجی، باتو نیِره، باتو توتونامبو، باتو پنگادان و باتو تابالار. این منطقه بیشترین آثار هنری صخره‌ای را در جنوب شرق آسیا در خود جای داده که قدمت آن‌ها به ۵۰۰۰ سال پیش از ثبت در فهرست میراث جهانی بازمی‌گردد. این نقاشی‌ها دارای مضامین معنوی هستند و موضوعات رایج آن‌ها شامل اثر دست‌ها، آیین‌های مذهبی و صحنه‌هایی از زندگی شکارچی-گردآورنده است. |
| ۱۴                                                                    | شهر قدیمی سمارانگ                                                                                     | Exterior of colonial building with people walking around.                                                  | جاوه مرکزی                               | ۶۰۱۱ (iv),(ii)                | ۲۰۱۵ | شهر سِمارانگ در قرن هفدهم به‌عنوان یکی از مراکز مهم اقتصادی، سیاسی و اجتماعی بنیان‌گذاری شد. در منطقه شهر قدیمی آن، مجموعه‌ای از ساختمان‌ها با سبک‌های معماری گوناگون مانند قرون وسطایی، باروک و مدرن حفظ شده‌اند که گواهی تصویری بر پیشرفت این شهر در دوران انقلاب صنعتی به‌شمار می‌رود. دولت این منطقه را که شامل ساختمان‌های اداری، انبارها، فروشگاه‌ها، بانک‌ها و کنسولگری‌های خارجی است، به دلیل تهدیدات جدی ناشی از سیل و فرونشست زمین، شایسته حفاظت می‌داند. |
| ۱۵                                                                    | پارک ملی تاکا بنرات                                                                                   | Photo of coral reefs in the park.                                                                          | سولاوسی جنوبی                            | ۲۰۰۵ (viii), (vii), (x),(ix)  | ۲۰۰۵ | با مساحتی برابر با ۵۳۰٬۷۶۵ هکتار، پارک ملی تاکا بنرات سومین آتول بزرگ جهان را در خود جای داده است، پس از کواجالین در جزایر مارشال و هوادهو در مالدیو. این آتول ۲۲۰٬۰۰۰ هکتار (۵۴۰٬۰۰۰ جریب) وسعت دارد و صخره‌های مرجانی آن (در تصویر) بیش از ۵۰۰ کیلومتر مربع گسترده شده‌اند. نام "تاکا بنرات" در زبان باسایوگی به معنای «مرجان انباشته‌شده روی ماسه» است. این منطقه شامل ۱۵ جزیره است و تورهای گردشگری و تفریحی متنوعی را در خود جای داده است. |
| ۱۶                                                                    | تانا تراجا                                                                                            | A traditional funeral ceremony at a housing compound                                                       | سولاوسی جنوبی                            | ۵۴۶۲ (iv), (v), (vi)          | ۲۰۰۹ | این مجموعه شامل ۱۰ سکونت‌گاه است که دارای امکاناتی مانند خانه‌ها (در تصویر)، انبارهای غلات، گورستان‌ها، محوطه‌های آیینی با منهیرها، شالیزارها، جنگل‌های بامبو و چراگاه برای گاومیش‌ها و خوک‌ها می‌باشد. این سکونت‌گاه‌ها در مساحتی حدود ۳٫۲۰۵ کیلومتر مربع قرار گرفته‌اند و در فلات‌هایی با ارتفاع ۳۰۰ تا ۲۰۰۰ متر از سطح دریا واقع شده‌اند. این سکونت‌گاه‌ها عبارت‌اند از: پالاوَا، بوری پاریندینگ، کانده آپی، نانگالا، بونتو پونه و رانته کاراسیک، کِتِه کسو، پالَا توکِه، لوندا، لمو و تومَکّه. بونتو پونه و رانته کاراسیک پیش‌تر با هم ترکیب شده بودند و از همین رو به‌صورت مشترک فهرست شده‌اند. تنها سکونت‌گاه کِتِه کسو دارای تمامی امکانات ذکرشده است.                                              |
| ۱۷                                                                    | سرزمین زیر باد: مسیر تجارت ادویه (قرون سیزدهم تا هجدهم میلادی)                                        | Clove trees                                                                                                | جاکارتا، ملوک، ملوک شمالی، سولاوسی جنوبی | ۶۸۲۸ (ii), (iv)               | ۲۰۲۵ | [ ۳۷ ] |
| ۱۸                                                                    | سکونت‌گاه سنتی در نگاری سیجونجونگ                                                                      | A traditional, wooden structure.                                                                           | سوماترای غربی                            | ۶۰۵۹ (iii), (v)               | ۲۰۱۵ | این منطقه شامل دو روستا به نام‌های جورونگ کوتوی پادانگ و تناه باتو و همچنین دو رود بزرگ به نام‌های باتانگ سوکام و باتانگ کولامپی است. در مجموع، این روستاها دارای ۷۶ خانه بزرگ به نام «رومه گادانگ» هستند که توسط نه قوم مینانگ‌کابائو که نظام اجتماعی آن‌ها مادرسالاری است، سکونت یافته‌اند؛ این نظام مادرتباری در طراحی‌های سنتی این خانه‌ها نیز نمادین شده است. این منطقه همچنین شامل شالیزارها، زمین‌های زراعی، قبرستان‌ها، مساجد، مدارس دینی (مدرسه (اسلام))، بازار و مرکز اجتماعات محلی می‌باشد. بر اساس فلسفه مردم این منطقه که «دنیای طبیعی معلم است»، هر خانه دارای حیاطی است که در آن گیاهانی کاشته شده که از نظر زیست‌محیطی اهمیت دارند.                                      |
| ۱۹                                                                    | میراث جنگل‌های بارانی استوایی سوماترا – تغییر قابل توجه در مرزها                                       | | آچه، جامبی، لامپونگ                      | ۶۶۹۴ (viii), (ix), (x)        | ۲۰۲۳ | [ ۳۹ ] |
| ۲۰                                                                    | تروولان — پایتخت پیشین پادشاهی ماجاپاهیت                                                              | Two tall, brown, wavy structures facing each other, with a gap between that allows people to pass through. | جاوه شرقی                                | ۵۴۶۶ (i), (v)                 | ۲۰۰۹ | این تنها سایت باقی‌مانده از دوران باستان هندو-بودایی در اندونزی است و پایتخت امپراتوری ماجاپاهیت محسوب می‌شود که مساحتی در حدود ۱۱ در ۹ کیلومتر (۶٫۸ × ۵٫۶ مایل) را در بر می‌گیرد. این شهر بر روی زمین‌های هموار در پای کوه‌های پننگگونگان، ولی‌رانگ و آنجاسمرا ساخته شده است. تروولان به دلیل سطح صاف زمین و آب‌های زیرزمینی کم‌عمق، برای سکونت انسان بسیار مناسب بود. از سال ۱۸۱۵، باستان‌شناسان به کاوش در این محل پرداختند و اسنادی از زندگی روزمره در آن زمان را کشف کردند. همچنین مشخص شد که این شهر دارای یک سیستم گسترده و متقارن از کانال‌ها بوده است. یکی از معابر (کاندی بنتار) آن در تصویر مشاهده می‌شود.                                                                    |
| ۲۱                                                                    | پارک ملی واکاکوبی                                                                                     | Aerial view of a marine expanse                                                                            | سولاوسی جنوب شرقی                        | ۲۰۰۶ (vii), (viii), (ix), (x) | ۲۰۰۵ | بیشتر آب‌های واکاتوبی از سطحی صاف سرچشمه می‌گیرند و سپس به دریا می‌ریزند، برخی از این مسیرها به‌خاطر پرتگاهها ایجاد شده‌اند. عمیق‌ترین بستر دریا در این منطقه ۱۰۴۴ متر (۳۴۲۵ فوت) زیر سطح قرار دارد که با شن و مرجان پوشیده شده است. این پارک دارای ۲۵ زنجیره صخره‌های مرجانی با محیطی به طول ۶۰۰ کیلومتر (۳۷۰ مایل) است و مساحت کل آن ۱٬۳۹۰٬۰۰۰ هکتار (۳٬۴۰۰٬۰۰۰ جریب) می‌باشد. واکاتوبی از منابع دریایی بسیار غنی برخوردار است و چشم‌انداز دریایی «سحرآمیزی» را داراست. |
| Photograph of a traditional wooden house with a high triangular roof. | | |                                          |                               |      | |